# Antonio Carra (anarchico)
Antonio Carra (Parma, 1824 – Buenos Aires, 15 agosto 1895) è stato un artigiano e anarchico italiano, esecutore dell’assassinio di Carlo III di Parma avvenuto nel 1854.

## Biografia
Antonio Carra, sellaio e tappezziere di professione, di idee anarchiche ma legato ad ambienti mazziniani, la sera del 26 marzo del 1854, mascherato da un tabarro,  assassinava con un colpo di pugnale sulla piazza antistante il palazzo ducale Carlo III di Parma.
Riuscito a sfuggire ad un breve inseguimento da parte di un soldato e a rifugiarsi tra amici, Carra fu arrestato tra i sospetti e rinchiuso nelle carceri di San Francesco. Con abilità e fortuna riuscì a dimostrarsi innocente fornendo un alibi valido e dopo dieci giorni di prigione fu liberato.
Ben presto riparò a Genova, poi in Inghilterra, infine in Argentina a Buenos Aires nel 1855. Qui, prese il nome di Giuseppe Baratta esercitando il mestiere di "stipetaio" e chi lo conobbe lo definì "misantropo e scontroso". Carra rivendicò successivamente l'assassinio con una lettera al Governo di Parma.
Nel 1859 con lo scoppio della seconda guerra di indipendenza rientrò a Parma, ma fu consigliato da amici di ritornare in America, ove morì a Buenos Aires il 15 agosto del 1895.
Il suo gesto non fu mai capito e apprezzato dagli ambienti del Risorgimento italiano al contrario di quello messo in atto dal soldato calabrese Agesilao Milano  che attentò nel 1856 alla vita del re delle Due Sicilie Ferdinando II e alla cui madre Giuseppe Garibaldi, dittatore meridionale, concesse un vitalizio mensile e una dote alle sorelle, subito revocati appena cessata la dittatura.